# Santa Agnès d'Aiguamúrcia
Santa Agnès d'Aiguamúrcia és una ermita del municipi d'Aiguamúrcia (Alt Camp) protegida com a bé cultural d'interès local.

## Descripció
L' ermita es troba al sud oest dels masos de Santa Agnès Vell, situada en una petita fondalada. És una construcció de planta rectangular sense absis. Està cobert a dues aigües amb el carener perpendicular a la façana principal. A l'interior són visibles les bigues de fusta, una de central més gran que aguanta les transversals. La porta s'obre en el mur de ponent i és l'element més destacable de la construcció. Consta d'un arc de mig punt amb grans dovelles resseguides per la part exterior per una filera de carreus; la dovella clau, de factura posterior, presenta decoració floral; a imposta està motllurada i té un fris amb decoració geomètrica quadrangular. Tot l'edifici es troba arrebossat excepte la porta i els carreus de les quatre cantonades.

## Història
Es té referències d'aquesta capella des del 1247, quan va rebre un llegat testamentari d'Elisenda de Fonollar. La seva història va lligada a la del mas de Santa Agnès, que es troba al seu costat, i pertanyia a la comanda templera de Selma. El setembre del 1918 un raig va partir la biga de roure i es va ensorrar la coberta que ha estat reconstruïda.